# Universiteit Twente
De Universiteit Twente (UT) is een Nederlandse universiteit voor technische en sociale wetenschappen in de Overijsselse stad Enschede, in de regio Twente. In juni 2021 studeren er 12.038 bachelor- en masterstudenten in vakgebieden als technische geneeskunde, robotics, informatica, bestuurskunde, scheikundige technologie, technische natuurkunde, geo-informatie wetenschappen en aardobservatie, natuur- en sociale wetenschappen. Er werken 1.810 wetenschappelijke en 1.340 ondersteunende medewerkers.
De universiteit ligt tussen Hengelo en Enschede op het voormalig landgoed Drienerlo grenzend aan de woonwijk Twekkelerveld. Het is de grootste campusuniversiteit van Nederland: studentenwoningen, stafwoningen, sport- en cultuurvoorzieningen, winkels en alle faculteitsgebouwen liggen allemaal op hetzelfde terrein.
Twente werkt met de andere technische universiteiten van Nederland samen in de 4TU-federatie.

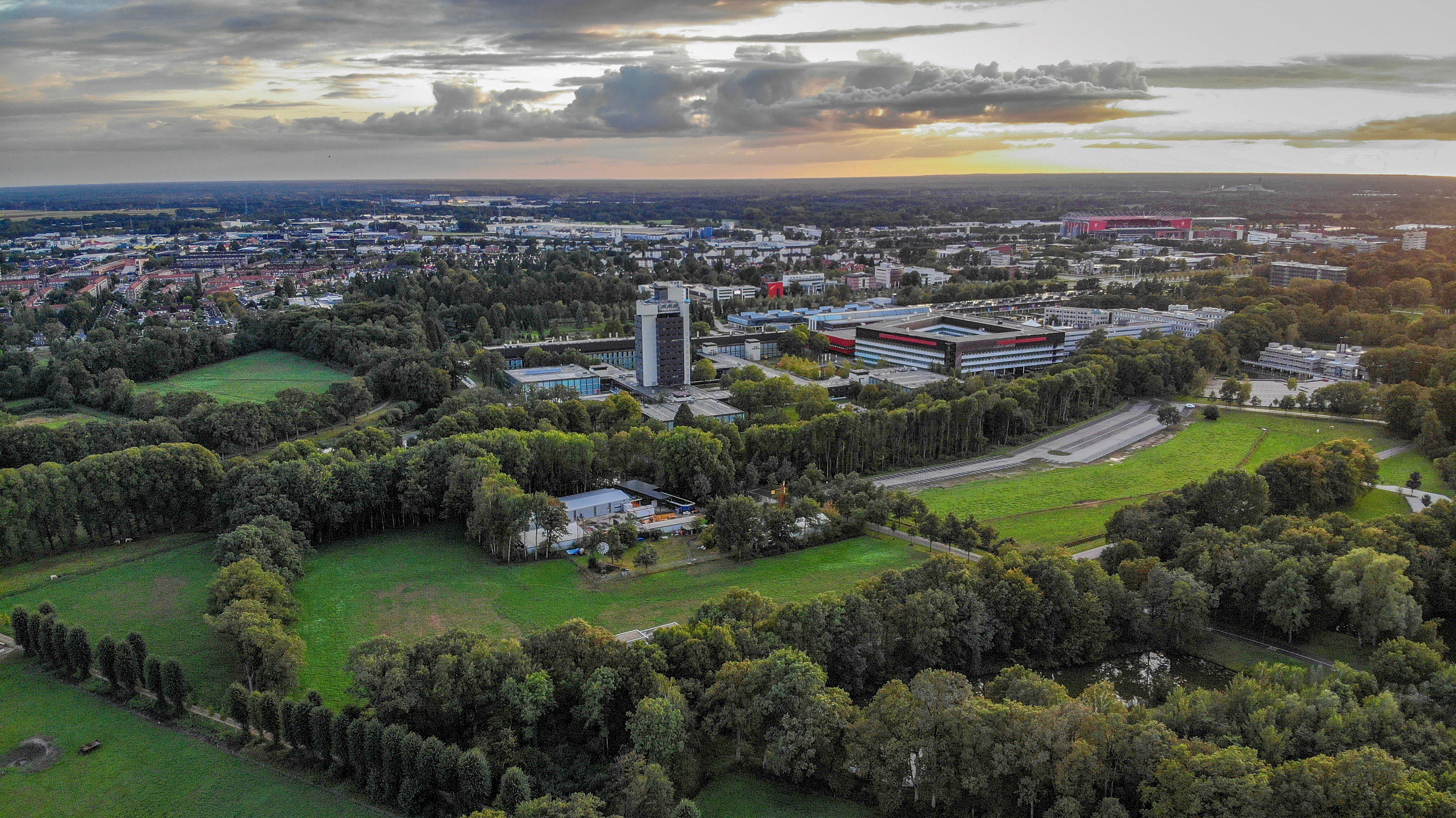
Campus Universiteit Twente

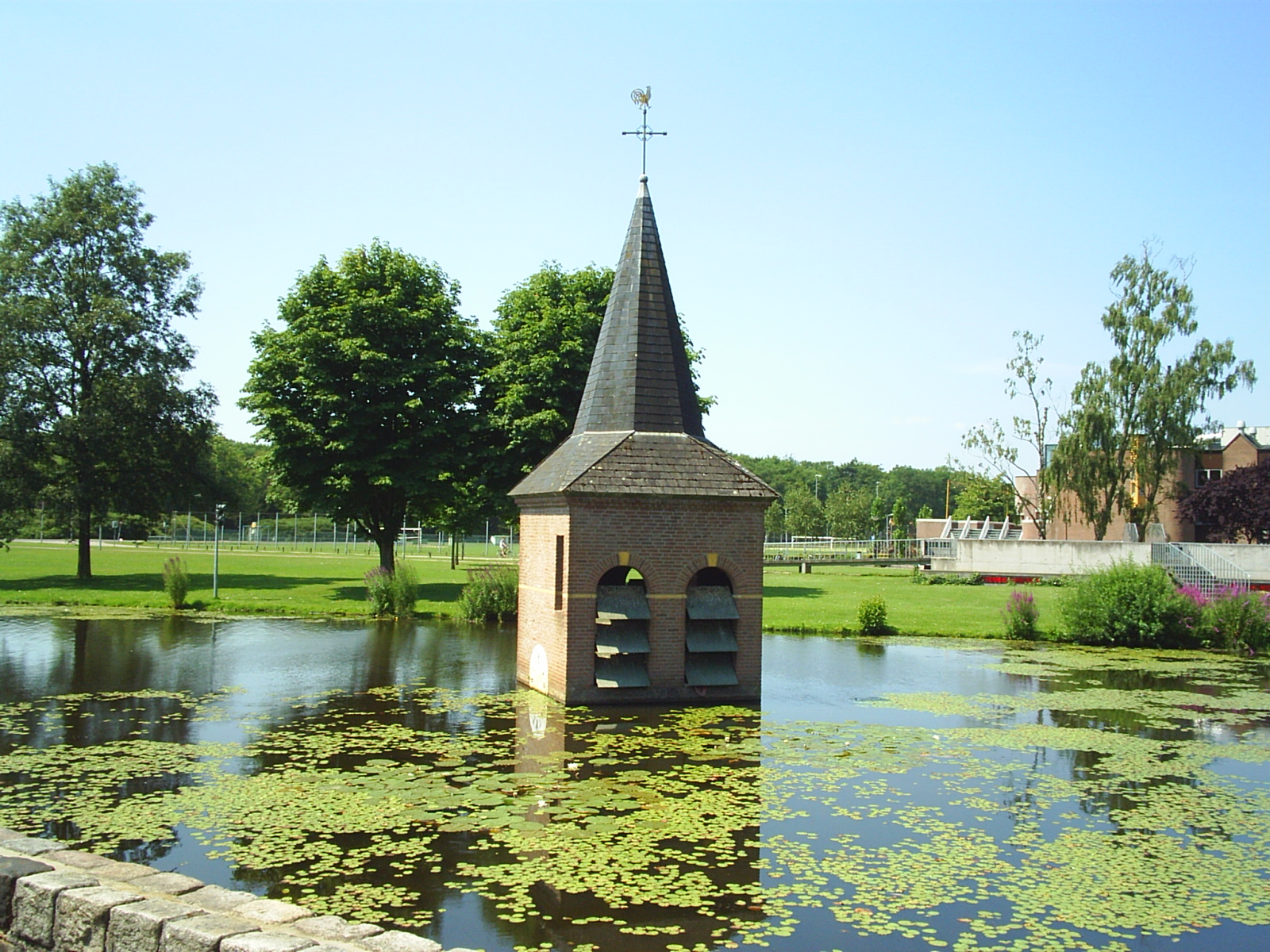
Torentje van Drienerlo van Wim T. Schippers

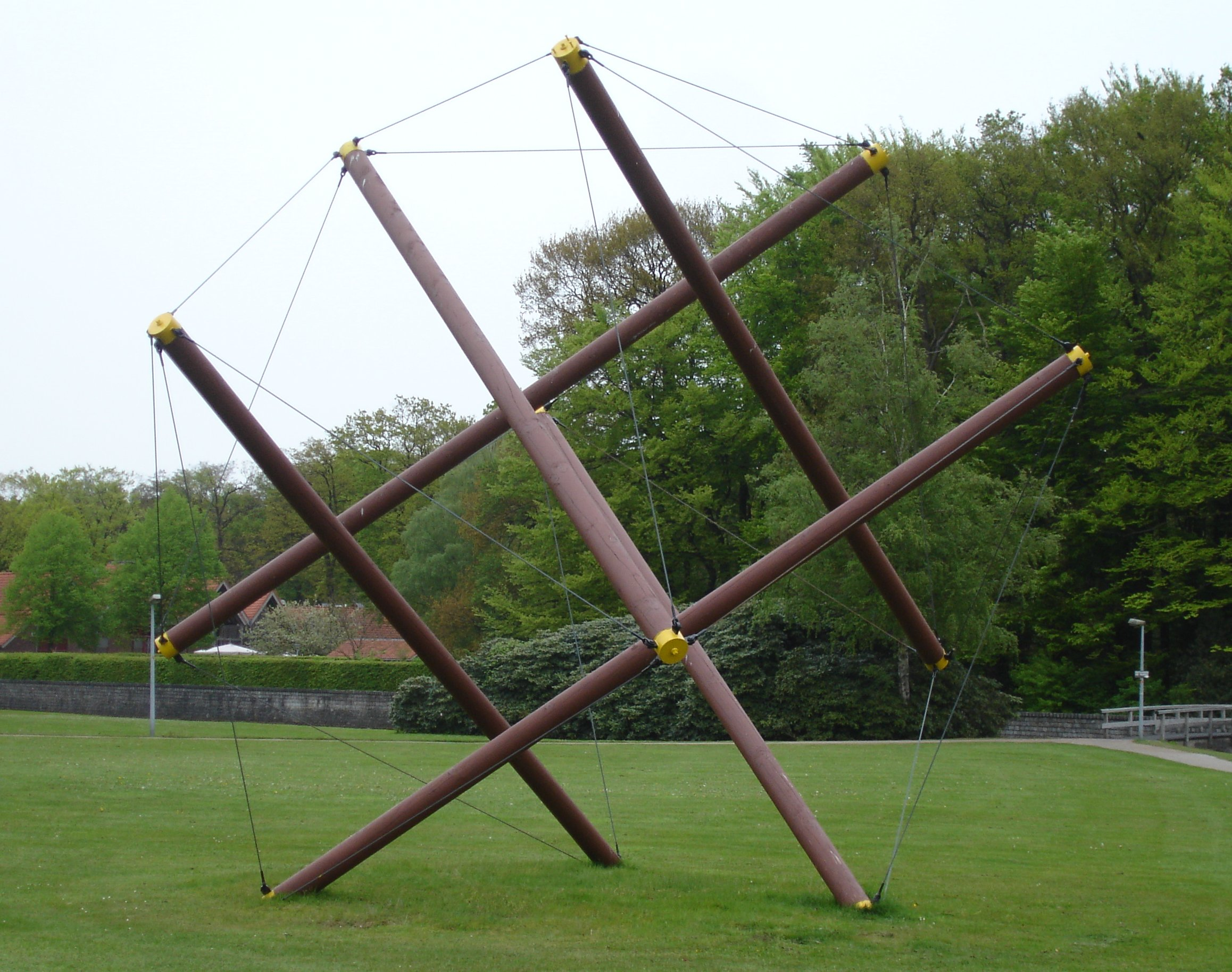
Het Ding, kunstwerk op het campusterrein gemaakt door studenten

## Oriëntatie
Hoewel de universiteit oorspronkelijk een technische hogeschool was, worden er verschillende niet-technische studies aangeboden, zoals Techniekfilosofie, International Business Administration, European Public Administration, Gezondheidswetenschappen, Communicatiewetenschap, en Psychologie. Toch wordt de universiteit vaak in een adem genoemd met de technische universiteiten Eindhoven en Delft. Gezamenlijk werken deze universiteiten vanaf 2007 als federatie, oorspronkelijk onder de naam 3TU en sinds de toevoeging van Wageningen University in 2015 als 4TU.
In de jaren 80 werd door rector Van den Kroonenberg het motto "de ondernemende universiteit" gelanceerd, dat de universiteit tot 2009 heeft gehouden. Dit ondernemende karakter blijkt onder andere uit het aantal bedrijven dat vanuit de universiteit gestart is: meer dan 700. Daarnaast werkt de UT samen met de provincie Overijssel en de gemeente Enschede in Kennispark Twente. Deze samenwerking heeft als doelstelling om 10.000 nieuwe hoogwaardige arbeidsplaatsen voor Twente te creëren, op basis van meer en betere spin-offbedrijven, innovatie met het bedrijfsleven en het ontwikkelen van een inspirerende omgeving voor kennisintensieve bedrijven.

## Geschiedenis

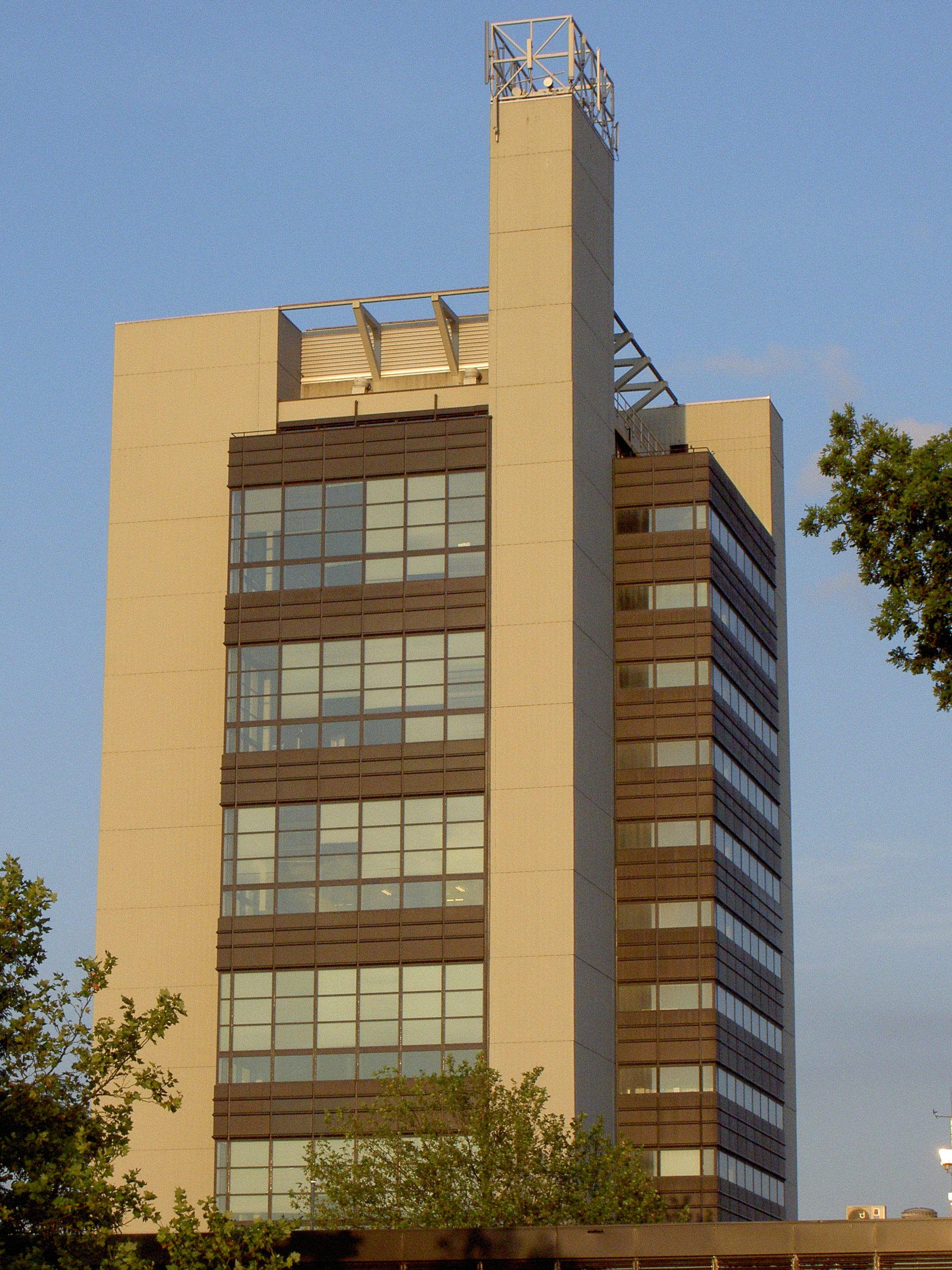
Horsttoren, een van de eerste gebouwen van de universiteit. (Architect: Dick van Mourik)

Op 1 december 1961 verscheen in het Staatsblad de wet tot vestiging van een derde Technische Hogeschool in Nederland, en wel in Enschede, dat werd verkozen als vestigingsplaats boven Arnhem, Zwolle en Deventer. Dat de gemeente Enschede het landgoed Drienerlo beschikbaar stelde voor de eerste campusuniversiteit van Nederland heeft waarschijnlijk bijgedragen aan de keuze voor Enschede. De dies natalis van de UT wordt niet gevierd op 1 december, maar op de laatste vrijdag van november.
Na het besluit tot vestiging werd in de daaropvolgende jaren met de bouw begonnen. Op 14 september 1964 werd de Technische Hogeschool Twente (THT) in aanwezigheid van rector magnificus Berkhoff officieel geopend door Koningin Juliana en Prins Bernhard. De eerste lichting bestond uit tweehonderd studenten, onder wie vier meisjes. De THT had toen vier afdelingen: Algemene Wetenschappen; Werktuigbouwkunde, Elektrotechniek en Chemische Technologie.
In 1966 vierde de THT haar eerste lustrum met 634 studenten, onder wie 14 vrouwen. Het jaar daarna, 1967, begon de THT, met als leus Twente de medicijn, de strijd om de nieuw op te richten medische faculteit binnen te halen. Dit mislukte, de medische faculteit werd toegewezen aan de Universiteit Maastricht. In 1968 gaf de minister toestemming voor de start van drie nieuwe studierichtingen: Toegepaste Wiskunde, Technische Natuurkunde en Technische Bedrijfskunde.
De eerste vrouwelijke ingenieur van het THT studeerde in 1972 af. Het jaar daarop kreeg de THT toestemming om de opleiding Bestuurskunde te beginnen. In dat jaar werd de woonplicht voor eerstejaars afgeschaft; deze hoefden voortaan niet meer op de campus te wonen.

### Maatschappijwetenschappen
In 1976 werd de opleiding bestuurskunde opgericht en in 1977 een opleiding Toegepaste Onderwijskunde. Aangezien de toeloop naar de technische faculteiten stokte, was dit een belangrijke aanzet tot verdere groei van de hogeschool. De duizendste ingenieur die zijn hele opleiding aan de THT had gevolgd studeerde in 1978 af. De naam van de THT werd dat jaar veranderd in TH Twente, hogeschool voor technische en maatschappijwetenschappen.
De opleiding informatica ging in 1980 van start met 150 eerstejaars. De nieuwe opleiding toegepaste onderwijskunde had in dat jaar al 40 eerstejaars. In 1980 werd ook de eerste studentenvereniging, C.S.V. Alpha, opgericht. Naar verluidt was het beleid van de universiteit jarenlang dat studentenverenigingen niet pasten in het campusconcept. Verschillende studenten hadden, naast de studie- en sportverenigingen die op de campus aanwezig waren, toch behoefte aan verenigingen voor studenten met gelijke interesses.
Minister Deetman van onderwijs gaf in 1983 geen toestemming voor een serie nieuwe opleidingen die de TH Twente had willen verwezenlijken. Spraak- en taalpathologie kwam er niet, civiele techniek werd binnen bestuurskunde opgericht en de filosofische opleiding WWTS (Wijsbegeerte van Wetenschap, Techniek en Samenleving) mocht alleen als post-propedeutische opleiding worden aangeboden.
Twee jaar later, in 1985, werd een vestiging in Leeuwarden geopend waar studenten hun eerste jaar konden volgen; 40 studenten kozen dat jaar voor die mogelijkheid. Deze vestiging werd met ingang van het collegejaar 2005-2006 weer gesloten.

### Universiteit
Sinds 1986 voert de TH Twente de naam Universiteit Twente. Het jaar daarop werd civiele techniek, net als werktuigbouwkunde, procestechnologie en informatica, een afstudeervariant van technische bedrijfskunde.
Het computernetwerk van de UT werd in 1989 in gebruik genomen; het bestond toen uit 2000 aansluitpunten.
Civiele techniek begon in 1991 als vrije studierichting onder de naam Civiele technologie en management. Een andere nieuwe studie, toegepaste communicatiewetenschappen mocht in 1992 niet starten als vrije studie, maar het jaar daarop, in 1993, werd toestemming verkregen om de opleiding vorm te geven als bovenbouwstudie. Dat jaar startte ook de nieuwe opleiding Bedrijfsinformatietechnologie.
Toegepaste communicatiewetenschappen werd in 1998 een zelfstandige opleiding. Een andere nieuwe opleiding, Telematica startte in 1999. In 2001 begonnen Biomedische technologie en Industrieel Ontwerpen en in 2002 Psychologie.
Op 20 november 2002 was er een grote brand in het toenmalige TWRC-faculteitsgebouw, door brandstichting in het voormalige rekencentrum door een medewerker. Dit gebouw bevatte toen nog steeds de meeste netwerkvoorzieningen, daarom werd door deze brand een groot gedeelte van het computernetwerk van de universiteit verwoest. Een jaar later werd het gebouw heropend. Het wordt nu Cubicus genoemd en dient als huisvesting voor de faculteit Gedragswetenschappen.
In 2003 startte Technische Geneeskunde als een variant van geneeskunde. Gevolgd door Advanced Technology in 2004. De nieuwste opleidingen van de universiteit zijn Creative Technology, International Business Administration (een variant van Bedrijfskunde) en ATLAS (University College).
Op 1 oktober 2005 werd Mr. Pieter van Vollenhoven - lid van het Koninklijk Huis en echtgenoot van Prinses Margriet - door de Universiteit Twente benoemd tot praktijkhoogleraar Risicomanagement.
De raad van bestuur van de universiteit besloot dat vanaf 2020 de Engelse taal op de universiteit in al zijn geledingen de formele voertaal is. Ook voor bijvoorbeeld de huisarts en in de supermarkt die gevestigd zijn op de campus geldt dit in principe.

## Campusgedachte
De Universiteit Twente was de eerste Nederlandse universiteit die werd opgezet volgens een "campusgedachte". Volgens deze filosofie zou alles wat een student nodig had tijdens zijn verblijf aan de universiteit, zowel voor studie als voor het sociale leven, op één centrale campus aanwezig moeten zijn. Dit zou de studie en de geestelijke vorming van de studenten ten goede komen. Zodoende werd de campus ruim opgezet en bood het - naast veel groen - plaats aan alle faculteitsgebouwen, aan sportvoorzieningen, de Universiteitsbibliotheek, winkels, een mensa en ruimtes voor sociale activiteiten. Verder werd er niet alleen voorzien in huisvesting voor alle studenten, maar werd het wonen op de campus ook van de stafleden verwacht. De traditionele studentenverenigingen, zoals die tot dan toe in andere universiteitssteden bestonden, werden van de campus geweerd. Groepen studenten die buiten het universiteitsterrein in verenigingsverband samen dingen ondernamen, pasten niet in het campusidee dat de bedenkers ervan (naar Amerikaans model) voor ogen hadden.
Vanaf de jaren 1970 werd de campusgedachte langzamerhand losgelaten, en de voorheen "gesloten gemeenschap" vermaatschappelijkte. Er kwam samenwerking met instanties van buiten, zoals onderzoeksinstellingen en bedrijven, het werd studenten toegestaan om vanaf een bepaald leerjaar buiten de campus te wonen. Toch zou het nog tot 1980 duren voordat de eerste studentenvereniging het levenslicht zag. Op 28 april 1980 werd de algemene christelijke studentenvereniging C.S.V. Alpha opgericht. Daarna begonnen ook andere studenten samen gezelligheidsverenigingen te vormen. Drienerloos Studenten Corps Cheiron ontstond in 1981, AEGEE kreeg een eigen afdeling in 1987 en Taste werd anderhalf jaar later in 1988 opgericht als algemene studentenvereniging, gevolgd door Rossinant in 1991 als jaarclub. De universiteit maakte ondertussen ook diverse veranderingen door en begon in te zien dat gezelligheidsverenigingen een toegevoegde waarde waren voor studerend Enschede.

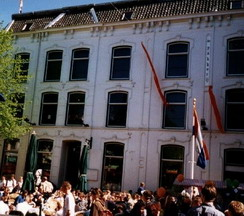
De Pakkerij in Enschede

In 1992 werd Ben Veltman, voormalig rector-magnificus van de TU Delft, voorzitter van het College van Bestuur. Hij had ervaring met het studentenleven in Delft, en besloot dat er buiten de campus óók voorzieningen voor studenten moesten komen. Het bedrijf Polaroid besloot tegelijkertijd naar een moderner pand te verhuizen, en daardoor kwam in de binnenstad van Enschede de Pakkerij vrij. Veltman startte samen met enkele anderen een lobby, en omdat het gemeentebestuur van Enschede er wel brood in zag om een echte studentenstad te worden, lukte het de universiteit het pand aan de Oude Markt voor de neus van de Bijenkorf weg te kapen. Nadat het bestemmingsplan was gewijzigd door de gemeente, begon een uitgebreide verbouwing van het pand. In de zomer van 1996 was alles rond en werd de Pakkerij verbouwd voor de huisvesting van de gezelligheidsverenigingen. Na de zomer nam C.S.V. Alpha, samen met AEGEE-Enschede, A.S.V. Taste en DSCC/DJCR 'Audentis et Virtutis' (een fusie van Cheiron en Rossinant) haar intrek in De Pakkerij.

## Faculteiten
De Universiteit Twente heeft de volgende faculteiten met bijbehorende bachelor- en masteropleidingen:
BMS (Behavioural, Management & Social Sciences)
- Bacheloropleidingen
  - Industrial Engineering & Management Science
  - International Business Administration
  - Psychology
  - Communication Science
  - Management, Society and Technology
- Masteropleidingen
  - Business Administration
  - Business Information Technology
  - European Studies
  - Industrial Engineering and Management
  - Master Environmental and Energy Management
  - Public Administration
  - Public Management
  - Communication Studies
  - Educational Science and Technology
  - M Leraar VHO Maatschappijleer en Maatschappijwetenschappen
  - Philosophy of Science, Technology and Society
  - Psychology
  - Science Education and Communication

ET (Engineering Technology)
- Bacheloropleidingen
  - Industrial Design Engineering
  - Civil Engineering
  - Mechanical Engineering
- Masteropleidingen
  - Civil Engineering and Management
  - Construction Management and Engineering
  - Industrial Design Engineering
  - Mechanical Engineering
  - Sustainable Energy Technology

EEMCS (Electrical Engineering, Mathematics and Computer Science)
- Bacheloropleidingen
  - Technical Computer Science
  - Applied Mathematics
  - Electrical Engineering
  - Creative Technology
  - Business & IT (sinds 1 september 2013 onder EWI in plaats van MB)
- Masteropleidingen
  - Applied Mathematics
  - Business Information Technology
  - Computer Science
  - Electrical Engineering
  - Embedded Systems
  - Interaction Technology
  - Systems and Control

TNW (Technische Natuurwetenschappen)
- Bacheloropleidingen
  - Technische Natuurkunde
  - Chemical Science & Engineering
  - Biomedische technologie
  - Technische geneeskunde
  - Advanced Technology
  - Gezondheidswetenschappen
- Masteropleidingen
  - Applied Physics
  - Biomedical Engineering
  - Chemical Science & Engineering
  - Nanotechnology
  - Technical Medicine
  - Health Sciences

ITC (Geo-Information Science and Earth Observation)
- Bacheloropleidingen
  - Technology and Liberal Arts & Sciences (ATLAS) (UCT) (sinds 1 januari 2019 onder ITC in plaats van EWI)
- Masteropleidingen
  - Geo-information Science and Earth Observation
  - Spatial Engineering
  - Geographical Information Management and Applications
  - International Joined Master in Cartography (with TUM, TUW and TUD). See: https://cartographymaster.eu/

## Instituten
Het grootste deel van het onderzoek van de UT is ondergebracht in multidisciplinaire onderzoeksinstituten. Deze instituten overlappen en doorkruisen de faculteiten in een matrixstructuur. De UT kent drie grote instituten:
- MESA+
- TechMed Centre
- Digital Society Institute

## Rectores magnifici
- Zie ook Lijst van rectores magnifici van de Universiteit Twente
- 1963 - 1967: Gerrit Berkhoff († 1996)
- 1967 - 1971: Jo Vlugter († 1991)
- 1971 - 1974: Pieter Zandbergen († 2018)
- 1974 - 1976: Jan Kreiken († 2001)
- 1976 - 1979: Izak Willem van Spiegel († 2005)
- 1979 - 1982: Harry van den Kroonenberg († 1996)
- 1982 - 1985: Wiebe Draijer († 2007)
- 1985 - 1988: Harry van den Kroonenberg (tweede termijn) († 1996)
- 1988 - 1992: Jos de Smit
- 1992 - 1997: Theo Popma († 2013)
- 1997 - 2004: Frans van Vught
- 2005 - 2008: Henk Zijm
- 2008 - 2016: Ed Brinksma
- 2016 - 2020: Thom Palstra
- 2020 - heden: Tom Veldkamp

## Eredoctoraten
- Zie de Lijst van eredoctoraten van de Universiteit Twente.

## Studentenleven
Het studentenleven speelt zich af bij studie- en studenten(sport)verenigingen.
Zie voor een opsomming:
- Lijst van studieverenigingen
- Lijst van studentengezelligheidsverenigingen
- Lijst van confessionele studentenverenigingen
- Lijst van studentenmuziekverenigingen
- Lijst van studententheaterverenigingen
- Lijst van studentensportverenigingen

## Sport
De Batavierenrace die in 1973 nog van Nijmegen naar Rotterdam liep, werd in 1974 verplaatst naar het traject Nijmegen - Enschede. Deze estafette wordt jaarlijks gelopen.